# Партенофілія
Партенофілі́я (дав.-гр. παρθένος — незаймана, φιλία — любов) — статевий потяг до дів. Термін введений німецьким сексологом Магнусом Хіршфельдом.
Вживаність терміна порівняно невелика — на думку автора книги «Virgin: The Untouched History» Ганни Бланк, «у нас так довго не було назви для цієї особливості потягу, оскільки воно вважалося в нашій культурі повністю нормальним, прийнятним і ідеологічно коректним» Деякі фахівці переосмислюють термін як потяг до дівчат, які знаходяться в процесі статевого дозрівання — виділяючи його, таким чином, зі складу німфофілії (наприклад, у книзі Франка ван Реє «Педофілія — суперечливе питання»). У популярній літературі ці два розуміння терміна змішуються, так що Збігнєв Лев-Старович згадує «партенофілію (сексуальний потяг до дів) як один з типів педофілії».